# Кобзарці
Кобзарці́ — село в Україні, у Снігурівській міській громаді Баштанського району Миколаївської області. Населення становить 1081 особу.

## Населення

### Мова
Розподіл населення за рідною мовою за даними перепису 2001 року:
| Мова            | Кількість | Відсоток |
| --------------- | --------- | -------- |
| українська      | 996       | 92.14%   |
| російська       | 41        | 3.78%    |
| румунська       | 30        | 2.78%    |
| вірменська      | 7         | 0.65%    |
| угорська        | 3         | 0.28%    |
| білоруська      | 1         | 0.09%    |
| інші/не вказали | 3         | 0.28%    |
| Усього          | 1081      | 100%     |

## Історія
Село виникло на місці хутора Кобзар після продрозкладки та розкуркулення, коли козацький рід Кобзарів був вимушений покинути свою козацьку засіку та переселитись в Ленінград. Мешканці жили на родовому хуторі з другої половини XIX ст., займаючись конярством та підпорядковуючись (чоловіки) козачим підрозділам царської Росії. Мешканці хутора Кобзар (діти родини) були зареєстровані в Снігурівці, бо це була найближча територіальна громада до хутора, що підпорядковувалась Херсонській губернії. Їхні нащадки й досі проживають в Україні (Сімферополь, Херсон, Харків, Київ) та у Росії (Санкт-Петербург). Голодомор та розкуркулення спустошили багацько хуторів у цій місцевості, що не були позначені на ранніх картах, та сіл, багато з яких було за часів більшовиків перейменовано. Сучасні мешканці села Кобзарці це нащадки переселенців з найближчих більших сіл та містечок Херсонщини, та люди що оселились на півдні України після голодомору (1921—1923 років).
У 2022 році під час російського вторгнення село піддавалось нещадним обстрілам з боку окупованої Снігурівки і зазнало величезних руйнувань, після Херсонського контрнаступу лінія фронту пішла за Дніпро і село почало оговтуватись від жаху війни.

## Постаті
- Попов Олександр Анатолійович (1977—2017) — старшина ЗС України, учасник миротворчої місії в Іраку та російсько-української війни.
- Кобзар Леонід Федорович  (21.08.1909- ?)[2]. Народився в хуторі Кобзар[джерело?] в родині козака Кобзар Федора Олексійовича, був старшим з п'яти братів. Під час перебування сім'ї в Ленінграді навчався водолазної справі і пізніше був випробувачем аквалангів на великих на той час глибинах, брав участь у підйомі та порятунку судів та підводних човнів. Першим у легководолазному дихальному апараті здійснив вихід із підводного човна через шахту торпедного апарата. , далі був інструктором та викладачем водолазної справи. Капітан 3 ранги. Вступив на військову службу 20.10.1931 р. до військової частини уч. АСОУ підготовки та комплектування ВМФ. У роки війни брав участь у розмінуванні бухти Балаклави, перебував у складі Експедиції підводних робіт особливого призначення. Перший із легководолазів, який на свій страх і ризик пройшов Севастопольську бухту. Під його керівництвом за період ДСВ підготовлено 584 водолази, 58 старшин, 23 головні старшини, 91 інструктор легководолазної справи, особисто їм підготовлено для АСУО кваліфіковані викладачі легководолазної справи.

Лауреат Сталінської премії за винахід водолазного дзвону. Похований у Сімферополі.